# Dabiq (časopis)
Dabiq (arapski: دابق‎) je elektronički časopis kojim se Islamska država koristi u svrhu propagande i novačenja novih pripadnika. Prvotno je izdan u srpnju 2014. godine. Prvotna je verzija izdana na više jezika, uključujući engleski. Tematika časopisa je raznolika, a glavne teme su Islam, migracijske teme, sveti rat i sl.

## Karakteristike
Dabiq se službeno objavljuje od strane ISIL-a na kanalima dubokog web-a. Tokom vremena časopis je postao dostupan i na drugim izvorima koje uključuju površinski internetski prostor koji je dostupan svima. Ime časopisa povezuje se sa sirijskim gradom Dabiq, a pripadnici ISIL-a smatraju kako će se na području tog grada dogoditi velika borba s tzv. nevjernicima.

## Izdanja
| Br. izdanja | Naslov izdanja                                               | Datum izdanja       |
| ----------- | ------------------------------------------------------------ | ------------------- |
| 1           | "The Return of Khilafah"                                     | 5. srpnja 2014.     |
| 2           | "The Flood"                                                  | 27. srpnja 2014.    |
| 3           | "A Call to Hijrah"                                           | 10. rujna 2014.     |
| 4           | "The Failed Crusade"                                         | 10. listopada 2014. |
| 5           | "Remaining and Expanding"                                    | 21. studenog 2014.  |
| 6           | "Al Qa'idah of Waziristan: A Testimony from Within"          | 29. prosinca 2014.  |
| 7           | "From Hypocrisy to Apostasy: The Extinction of the Grayzone" | 12. veljače 2015.   |
| 8           | "Shari'ah Alone Will Rule Africa"                            | 30. ožujka 2015.    |
| 9           | "They Plot and Allah Plots"                                  | 21. svibnja 2015.   |
| 10          | "The Law of Allah or the Laws of Men"                        | 13. srpnja 2015.    |
| 11          | "From the Battles of Al-Ahzāb to the War of Coalitions"      | 9. kolovoza 2015.   |
| 12          | "Just Terror"                                                | 18. studenog 2015.  |
| 13          | "The Rafidah from Ibn Saba' to the Dajjal"                   | 19. siječnja 2016.  |
| 14          | "The Murtadd Brotherhood"                                    | 13. travnja 2016.   |